# Leucospilapteryx
Leucospilapteryx is een geslacht van vlinders uit de familie mineermotten (Gracillariidae).
Het geslacht omvat volgende  soorten:
- Leucospilapteryx anaphalidis Kumata, 1965
- Leucospilapteryx omissella  (Stainton, 1848)
- Leucospilapteryx venustella  (Clemens, 1860)